# Кербі (Вермонт)
Кербі (англ. Kirby) — місто (англ. town) в США, в окрузі Каледонія штату Вермонт. Населення — 575 осіб (2020).

## Демографія
Згідно з переписом 2010 року, у місті мешкали 493 особи в 194 домогосподарствах у складі 139 родин. Було 250 помешкань
Расовий склад населення:
| - 97,6 % — білих - 0,2 % — корінних американців - 0,2 % — чорних або афроамериканців - 0,2 % — азіатів |

До двох чи більше рас належало 1,8 %. Частка іспаномовних становила 1,0 % від усіх жителів.
За віковим діапазоном населення розподілялося таким чином: 23,9 % — особи молодші 18 років, 65,8 % — особи у віці 18—64 років, 10,3 % — особи у віці 65 років та старші. Медіана віку мешканця становила 44,6 року. На 100 осіб жіночої статі у місті припадало 88,9 чоловіків;  на 100 жінок у віці від 18 років та старших — 93,3 чоловіків також старших 18 років.
Середній дохід на одне домашнє господарство  становив 80 472 долари США (медіана — 60 833), а середній дохід на одну сім'ю — 86 901 долар (медіана — 61 806). Медіана доходів становила 48 750 доларів для чоловіків та 51 250 доларів для жінок. За межею бідності перебувало 8,7 % осіб, у тому числі 6,6 % дітей у віці до 18 років та 2,4 % осіб у віці 65 років та старших.
Цивільне працевлаштоване населення становило 269 осіб. Основні галузі зайнятості: освіта, охорона здоров'я та соціальна допомога — 25,7 %, науковці, спеціалісти, менеджери — 14,9 %, роздрібна торгівля — 13,0 %.